# Tenshi no Tamago
Tenshi no Tamago (яп. 天使のたまご, англ. Angel’s Egg, укр. Яйце янгола) — повнометражний артгаузний оригінальний аніме-фільм. Випущений компанією Tokuma Shoten 15 грудня 1985, фільм є спільною роботою між художником Амано Есітака та режисером Ошії Мамору.
Це перша робота Ошії Мамору як незалежного режисера; створена в 1985 році. Фільм поєднує сюрреалізм і екзистенціальність, але, тим не менш, майже не має діалогів, за що «Яйце Янгела» вважається прикладом прогресивного аніме. Не є стандартним аніме, а скоріше зухвалим експериментом, що вийшов за межі стандартів аніме-культури.

## Сюжет
Сюжет «Яйця Янгола» нелегко передати словами. Це аніме швидше про форму, ніж про зміст, тут віддають перевагу недомовкам, а не прямим одкровенням. У «Яйці янгола» йде розповідь про життя дівчинки в деякому сюрреалістичному світі темряви і тіней.
Дівчинка, ім'я якої глядачеві не називається, береже таємниче яйце. Місце дії — вигадане готичне місто — мертве місто, де вона проводить весь час, збираючи різні судини і артефакти. Одного разу в місто прибуває чоловік, на спині ж він несе зброю у формі хреста. Ім'я чоловіка також залишається загадкою. Герої зустрічають одне одного, і між ними зав'язується розмова, правда, здебільшого вона складається з невпинно повторюваного питання: «Хто ти?».
У цей час з'являється невідома похмура риба, і місто прокидається. Ряди статуй, що оперізують місто, оживають і починають полювання на неї. У марних спробах вони кидають в неї свої списи.
Усередині схожого на печеру, повного дивними скам'янілостями, величезного притулку дівчинки чоловік розповідає їй історію, що сильно нагадує «Ноїв ковчег». Дочекавшись поки дівчинка засне, чоловік віроломно краде і холоднокровно розбиває яйце.
Дівчинка реагує на це гострим відчуттям втрати і болю, але вирішує слідувати за чоловіком у його подальшому шляху, але по дорозі падає в проточний на дні ущелини потік, перетворюється на дівчину і вмирає. Бульбашки її останніх зітхань піднімаються на поверхню з глибин міріадами нових «яєць». Символічні картини судного дня і переродження змішуються в закінченні фільму з поступовим розкриттям історії світу, неймовірно абстрактного і невизначеного.

## Сейю
- Мако Хьодо — озвучила безіменну дівчинку, головну героїню аніме.
- Джінпачі Незу — озвучив безіменного чоловіка.
- Кейічі Нода